# 馬爾科特赫山脈

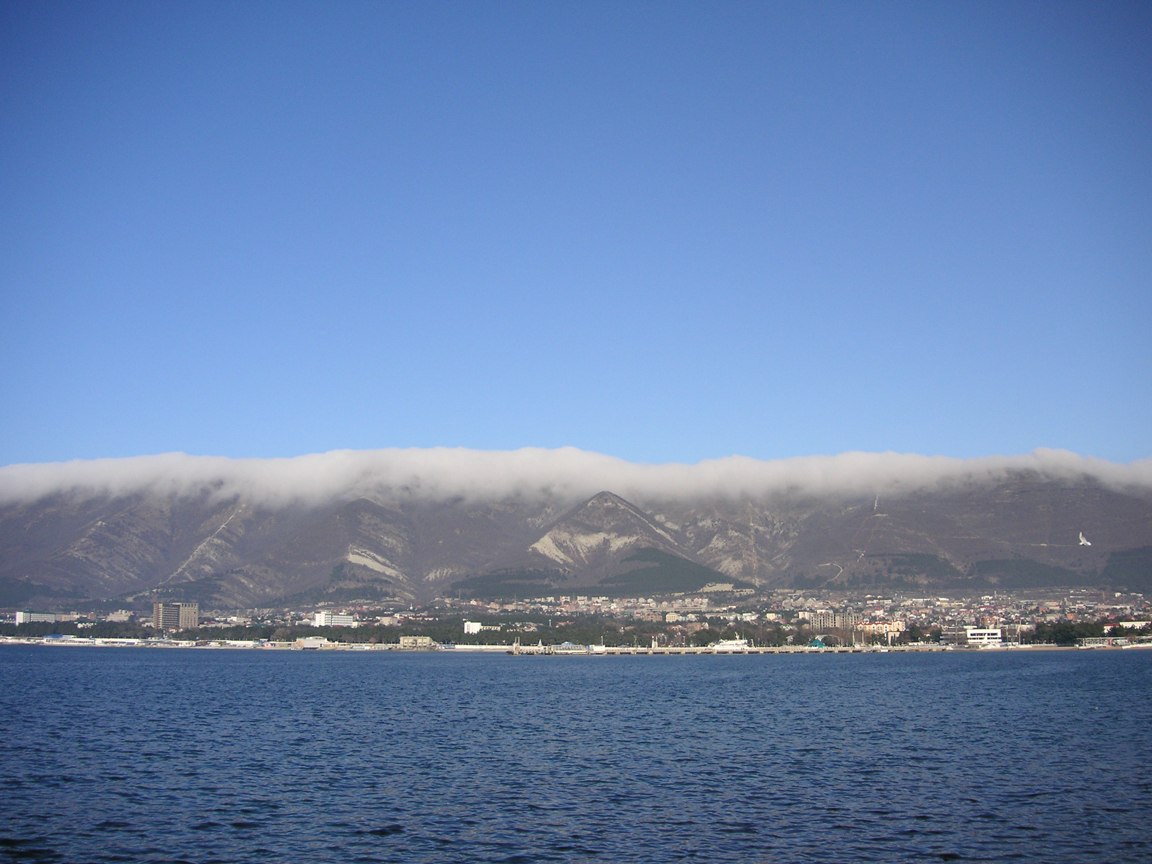
馬爾科特赫山脈

馬爾科特赫山脈（俄语：Маркотхский，Markotkh）是俄羅斯的山脈，是大高加索山脈西北部的一部分，與黑海海岸線平行，環繞采梅斯灣和格連吉克灣，山脈最高點海拔高度762米。
44°37′32″N 38°03′39″E / 44.62556°N 38.06083°E